# DDR-Meisterschaften im Eiskunstlauf
Die DDR-Meisterschaften im Eiskunstlauf wurden zwischen 1949 und 1990 jährlich zur Ermittlung der Landesmeister der DDR in den Einzelläufen der Damen und Herren, im Paarlauf, sowie im Eistanz ausgetragen. Ausgetragen wurden die Meisterschaften vom nationalen Eissportverband der DDR, dem DELV, jeweils in verschiedenen Großstädten der DDR.
Bei den ersten Meisterschaften 1949, offiziell als Ostzonenmeisterschaft bezeichnet, fanden nur die Meisterschaftswettbewerbe im Damen-Einzellauf statt. Bei den Herren und bei den Paaren ging es ab 1950 um die Meistertitel. Eistanz wurde erst 1964 eine Meisterschafts-Disziplin.
Die erfolgreichsten Teilnehmer (bis zum Ende der DDR 1990) waren Jan Hoffmann (neun Titel im Einzellauf der Herren), Gabriele Seyfert (zehn Titel im Einzellauf der Damen), Vera Lampe/Horst Kuhrüber und Sabine Baeß/Tassilo Thierbach (jeweils fünf Titel im Paarlauf) sowie Annerose Baier/Eberhard Rüger (acht Titel im Eistanz).
Gudrun Olbricht, die erste DDR-Meisterin im Einzellauf der Damen, war bereits 1947 Dritte bei den bis dahin gesamtdeutschen Meisterschaften. Die DDR-Meister Ronny Winkler und Mirko Eichhorn wurden nach der Wende deutsche Meister (Eichhorn 1992, Winkler 1993 und 1994). Ebenfalls Meister nach der Wende wurden die Paarläufer Ingo Steuer, Mandy Wötzel, Peggy Schwarz, Axel Rauschenbach und Alexander König, sowie die Eistänzer Kati Winkler und René Lohse.

## Wettbewerbe

### Herren

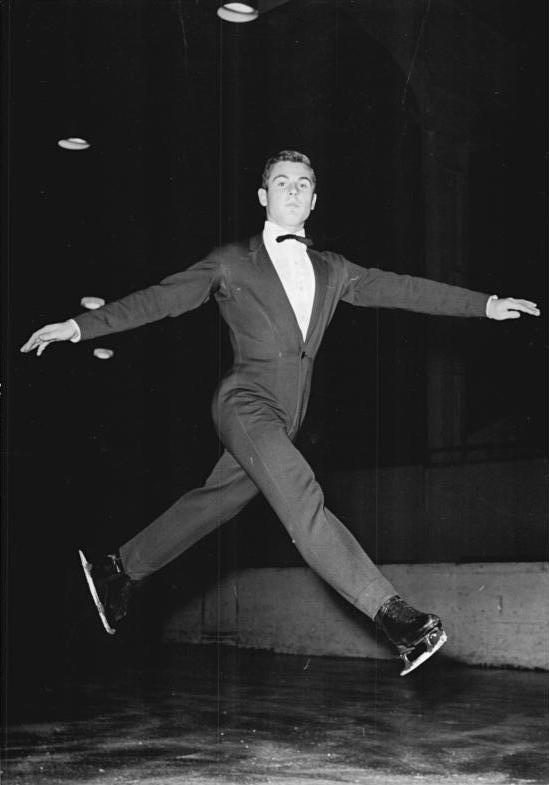
Ralph Borghard

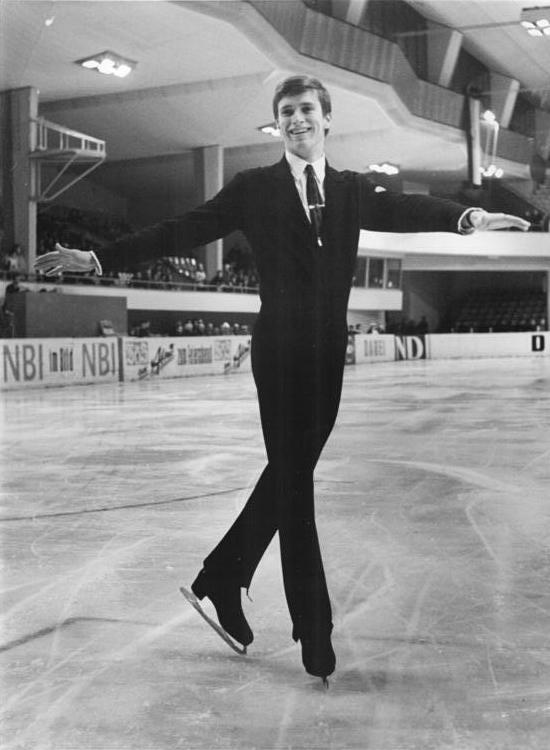
Günter Zöller

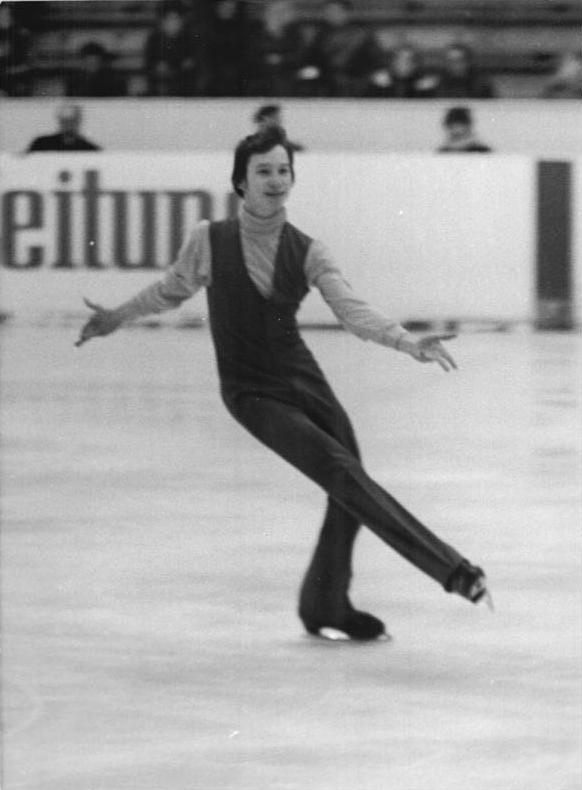
Jan Hoffmann

| Jahr      | Gold              | Silber             | Bronze            |
| 1949      | nicht ausgetragen | nicht ausgetragen  | nicht ausgetragen |
| 1950      | Helmuth Sirinek   |                    |                   |
| 1951      | Horst Kuhrüber    | Heinz Kuhrüber     |                   |
| 1952      | Kurt Weilert      | Horst Kuhrüber     | Heinz Kuhrüber    |
| 1953      | Horst Kuhrüber    | Heinz Kuhrüber     | Wolfgang Hartung  |
| 1954      | Heinz Kuhrüber    | Horst Kuhrüber     |                   |
| 1955      | Horst Kuhrüber    | Wolfgang Hartung   |                   |
| 1956–1959 | nicht ausgetragen | nicht ausgetragen  | nicht ausgetragen |
| 1960      | Bodo Bockenauer   | Michael Flebbe     |                   |
| 1961      | Bodo Bockenauer   | Michael Flebbe     |                   |
| 1962      | Bodo Bockenauer   | Ralph Borghard     |                   |
| 1963      | Ralph Borghard    | Günter Zöller      |                   |
| 1964      | Ralph Borghard    | Günter Zöller      |                   |
| 1965      | Günter Zöller     |                    |                   |
| 1966      | Ralph Borghard    | Günter Zöller      | Rolf Oesterreich  |
| 1967      | Günter Zöller     | Reinhard Mirmseker | Klaus Purrucker   |
| 1968      | Günter Zöller     | Rolf Oesterreich   | Ralf Richter      |
| 1969      | Günter Zöller     | Jan Hoffmann       | Ralf Richter      |
| 1970      | Günter Zöller     | Jan Hoffmann       | Ralf Richter      |
| 1971      | Jan Hoffmann      | Ralf Richter       | Bernd Wunderlich  |
| 1972      | Günter Zöller     | Jan Hoffmann       | Bernd Wunderlich  |
| 1973      | Jan Hoffmann      | Bernd Wunderlich   | Michael Glaubitz  |
| 1974      | Jan Hoffmann      | Michael Glaubitz   | Bernd Wunderlich  |
| 1975      | Bernd Wunderlich  | Hermann Schulz     |                   |
| 1976      | Jan Hoffmann      | Mario Liebers      | Falko Kirsten     |
| 1977      | Jan Hoffmann      | Mario Liebers      | Falko Kirsten     |
| 1978      | Jan Hoffmann      | Mario Liebers      | Torsten Ohlow     |
| 1979      | Jan Hoffmann      | Mario Liebers      | Hermann Schulz    |
| 1980      | Jan Hoffmann      | Mario Liebers      | Hermann Schulz    |
| 1981      | Hermann Schulz    | Ralf Lewandowski   | Alexander König   |
| 1982      | nicht ausgetragen | nicht ausgetragen  | nicht ausgetragen |
| 1983      | Falko Kirsten     | Nils Köpp          | Alexander König   |
| 1984      | Falko Kirsten     | Alexander König    | Nils Köpp         |
| 1985      | Falko Kirsten     | Nils Köpp          | Ralf Lewandowski  |
| 1986      | Falko Kirsten     | Nils Köpp          | Ralf Lewandowski  |
| 1987      | Falko Kirsten     | Nils Köpp          |                   |
| 1988      | Michael Huth      | Rico Krahnert      | Mirko Eichhorn    |
| 1989      | Mirko Eichhorn    | Ronny Winkler      | Rico Krahnert     |
| 1990      | Ronny Winkler     | Mirko Eichhorn     | Thomas Dörner     |

### Damen

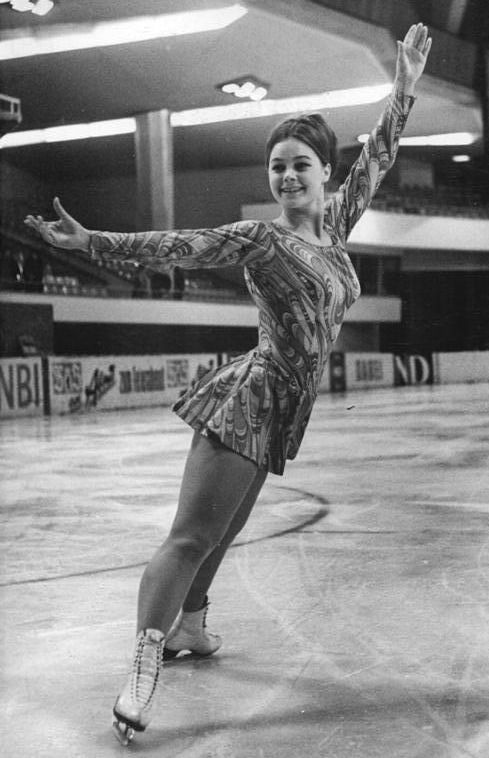
Gaby Seyfert

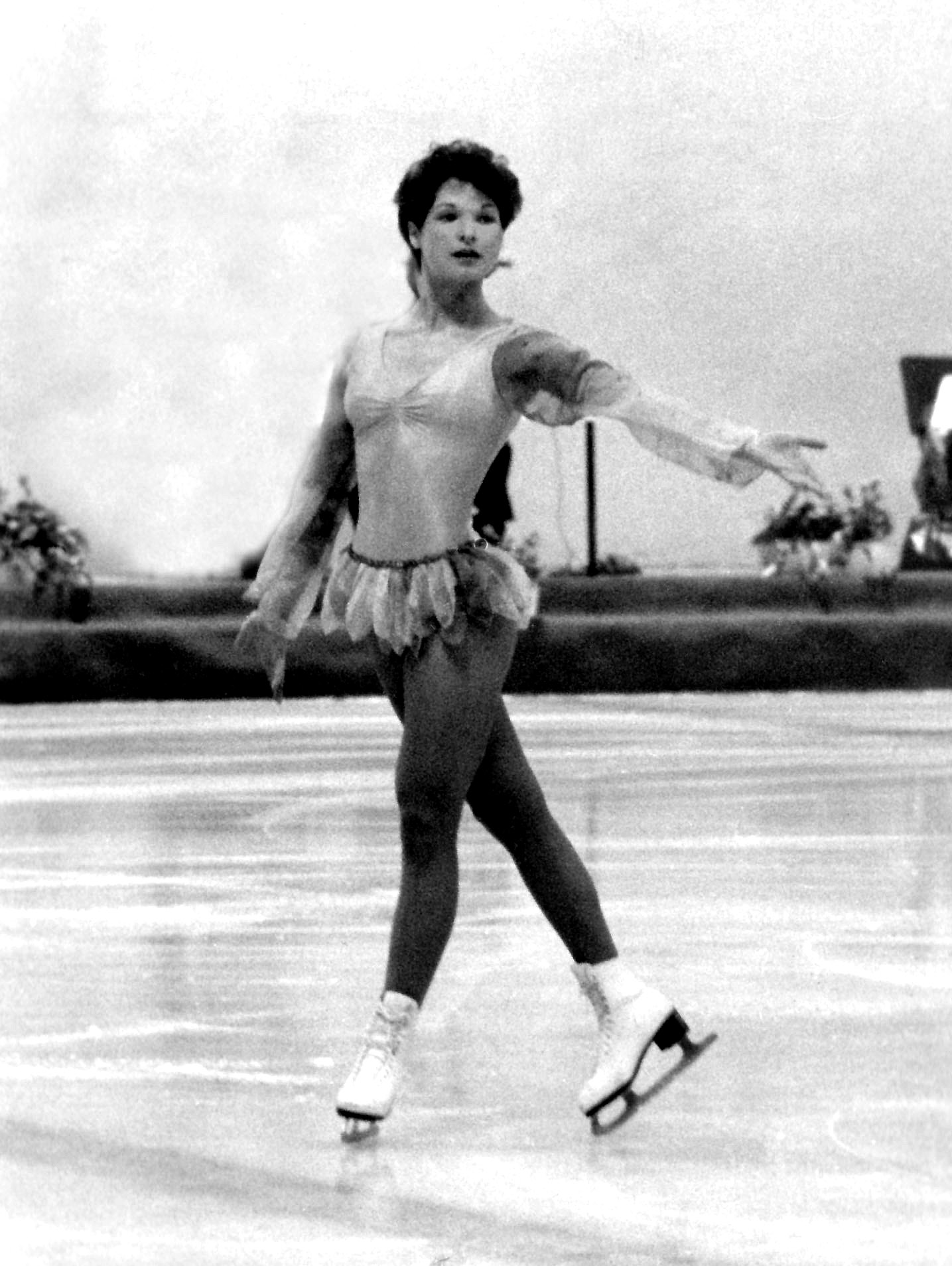
Anett Pötzsch

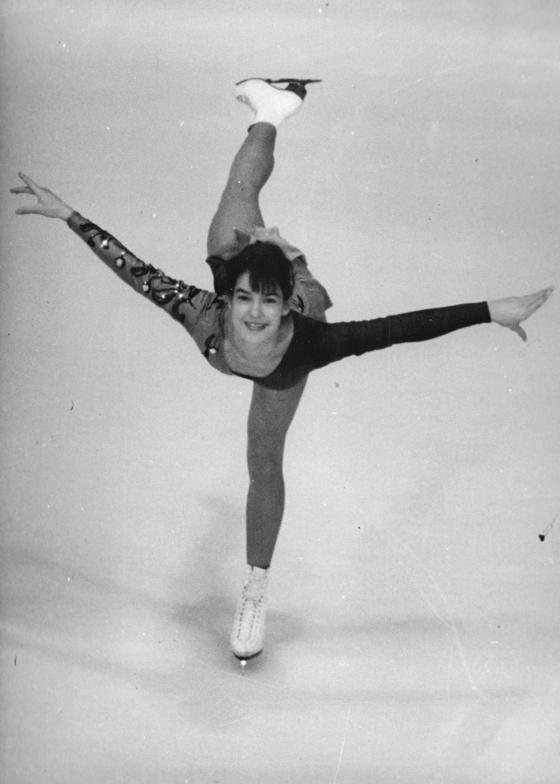
Katarina Witt

| Jahr      | Gold                 | Silber                | Bronze              |
| 1949      | Gudrun Olbricht      | Brigitte Schellhorn   | Gerda Siepert       |
| 1950      | Brigitte Schellhorn  | Gunhild Poltin        |                     |
| 1951      | Gunhild Poltin       | Brigitte Schellhorn   | Inge Kabisch        |
| 1952      | Inge Kabisch         | Renate Brettschneider | Jutta Seyfert       |
| 1953      | Inge Kabisch         | Annemarie Klöpsch     | Jutta Seyfert       |
| 1954      | Inge Kabisch         | Jutta Seyfert         | Brigitte Schellhorn |
| 1955      | Inge Kabisch         | Jutta Seyfert         | Christa Schulze     |
| 1956      | Marie-Luise Dostmann | Helga Böttger         |                     |
| 1957–1959 | nicht ausgetragen    | nicht ausgetragen     | nicht ausgetragen   |
| 1960      | Heidemarie Steiner   | Hella Rathje          | Monika Ziemke       |
| 1961      | Gabriele Seyfert     | Monika Ziemke         | Heidemarie Steiner  |
| 1962      | Gabriele Seyfert     | Heidemarie Steiner    | Brigitte Klewer     |
| 1963      | Gabriele Seyfert     | Heidemarie Steiner    | Marianne Mirmseker  |
| 1964      | Gabriele Seyfert     | Marianne Mirmseker    | Beate Richter       |
| 1965      | Gabriele Seyfert     | Beate Richter         | Jutta Will          |
| 1966      | Gabriele Seyfert     | Beate Richter         | Martina Clausner    |
| 1967      | Gabriele Seyfert     | Beate Richter         | Martina Clausner    |
| 1968      | Gabriele Seyfert     | Martina Clausner      | Sybille Stolfig     |
| 1969      | Gabriele Seyfert     | Sonja Morgenstern     | Christine Errath    |
| 1970      | Gabriele Seyfert     | Sonja Morgenstern     | Christine Errath    |
| 1971      | Sonja Morgenstern    | Christine Errath      | Simone Gräfe        |
| 1972      | Sonja Morgenstern    | Christine Errath      | Steffi Knoll        |
| 1973      | Sonja Morgenstern    | Christine Errath      | Anett Pötzsch       |
| 1974      | Christine Errath     | Anett Pötzsch         | Marion Weber        |
| 1975      | Christine Errath     | Anett Pötzsch         | Steffi Knoll        |
| 1976      | Anett Pötzsch        | Marion Weber          | Karin Enke          |
| 1977      | Anett Pötzsch        | Marion Weber          | Karin Enke          |
| 1978      | Anett Pötzsch        | Carola Weißenberg     | Marion Weber        |
| 1979      | Anett Pötzsch        | Carola Weißenberg     | Katarina Witt       |
| 1980      | Anett Pötzsch        | Katarina Witt         | Carola Weißenberg   |
| 1981      | Katarina Witt        | Carola Paul           | Karin Hendschke     |
| 1982      | Katarina Witt        | Janina Wirth          | Carola Paul         |
| 1983      | Katarina Witt        | Janina Wirth          | Karin Hendschke     |
| 1984      | Katarina Witt        | Simone Koch           | Constanze Gensel    |
| 1985      | Katarina Witt        | Constanze Gensel      | Simone Koch         |
| 1986      | Katarina Witt        | Constanze Gensel      | Simone Koch         |
| 1987      | Katarina Witt        | Inga Gauter           | Simone Koch         |
| 1988      | Katarina Witt        | Simone Koch           | Evelyn Großmann     |
| 1989      | Evelyn Großmann      | Simone Lang           | Simone Koch         |
| 1990      | Tanja Krienke        | Cathrin Degler        | Claudia Wagler      |

### Paarlauf

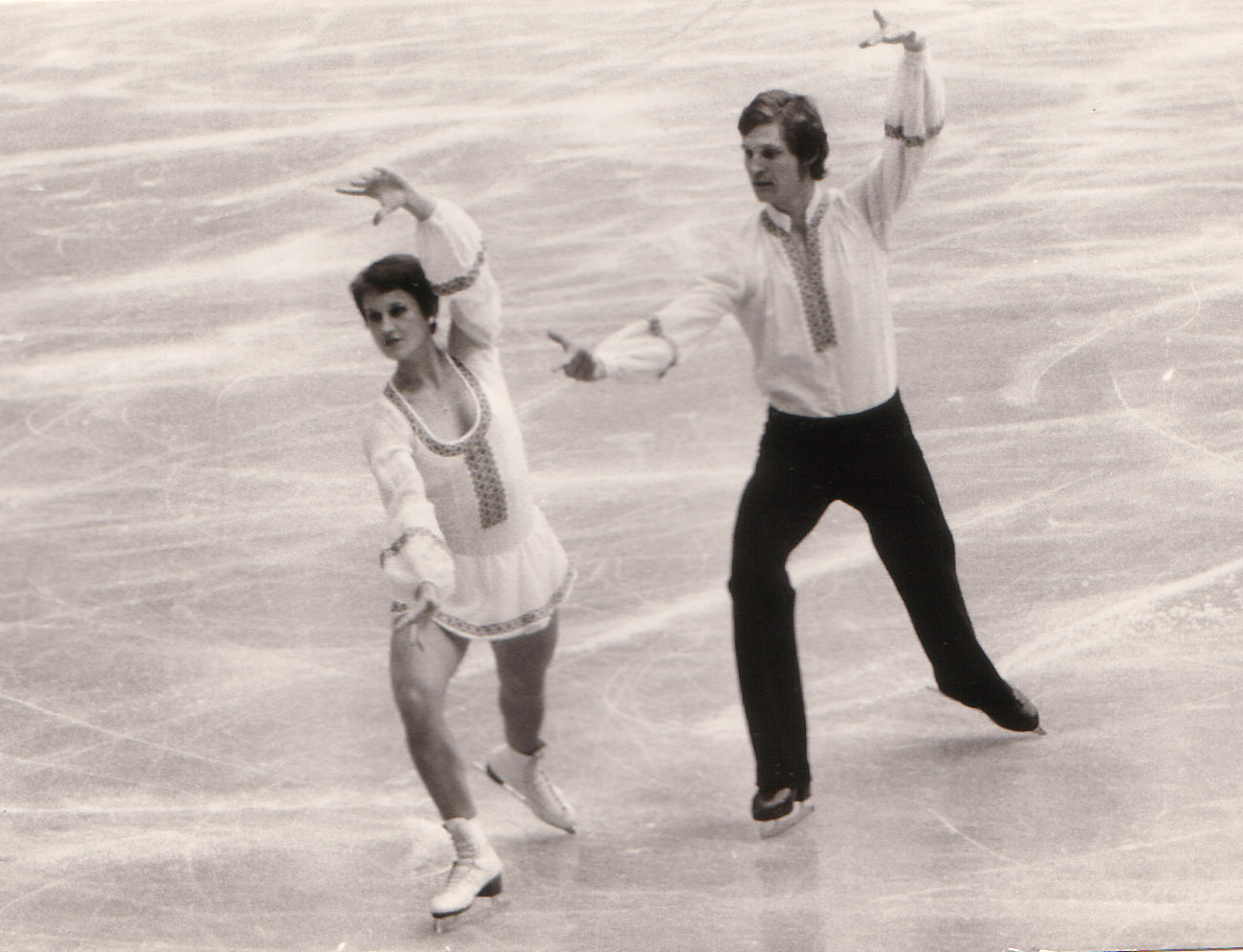
Manuela Groß und Uwe Kagelmann

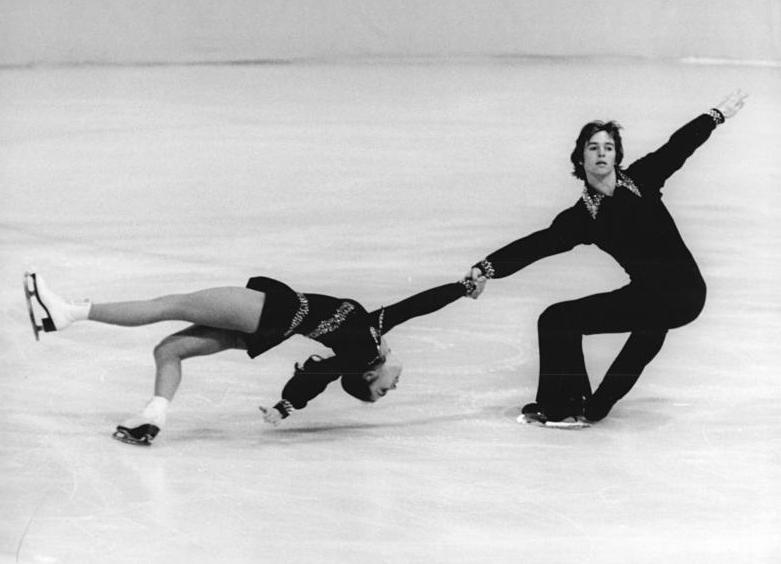
Romy Kermer und Rolf Oesterreich

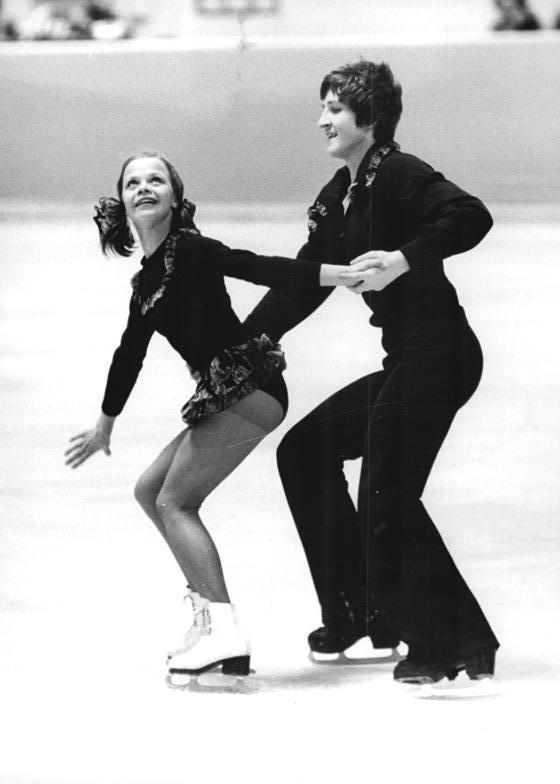
Manuela Mager und Uwe Bewersdorf

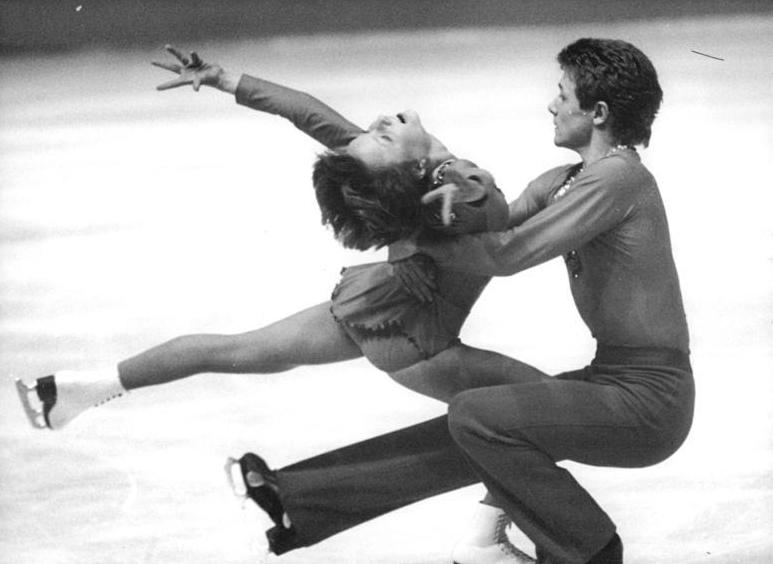
Sabine Baeß und Tassilo Thierbach

| Jahr      | Gold                                        | Silber                                            | Bronze                                    |
| 1949      | Jutta Seyfert und Irene Salzmann            |                                                   |                                           |
| 1950      | Carla Listing und Walter Baertling          | Vera Lampe und Horst Kuhrüber                     |                                           |
| 1951      | Vera Lampe und Horst Kuhrüber               | Carla Listing und Walter Baertling                |                                           |
| 1952      | Vera Lampe und Horst Kuhrüber               |                                                   |                                           |
| 1953      | nicht ausgetragen                           | nicht ausgetragen                                 | nicht ausgetragen                         |
| 1954      | Vera Lampe-Kuhrüber und Horst Kuhrüber      |                                                   |                                           |
| 1955      | Vera Lampe-Kuhrüber und Horst Kuhrüber      | Marie-Luise Dostmann und Hans-Jürgen Kutschebauch |                                           |
| 1956–1959 | nicht ausgetragen                           | nicht ausgetragen                                 | nicht ausgetragen                         |
| 1960      | Margit Senf und Peter Göbel                 | Irene Müller und Hans-Georg Dallmer               | Brigitte Wokoeck und Heinz-Ulrich Walther |
| 1961      | Margit Senf und Peter Göbel                 | Irene Müller und Hans-Georg Dallmer               | Renate Rößler und Klaus Wasserfuhr        |
| 1962      | Brigitte Wokoeck und Heinz-Ulrich Walther   | Irene Müller und Hans-Georg Dallmer               | Renate Rößler und Klaus Wasserfuhr        |
| 1963      | Margit Senf und Peter Göbel                 | Irene Müller und Hans-Georg Dallmer               | Brigitte Wokoeck und Heinz-Ulrich Walther |
| 1964      | Brigitte Wokoeck und Heinz-Ulrich Walther   | Irene Müller und Hans-Georg Dallmer               | Margit Senf und Peter Göbel               |
| 1965      | Irene Müller und Hans-Georg Dallmer         | Renate Rößler und Klaus Wasserfuhr                | Brigitte Weise und Michael Brychy         |
| 1966      | Heidemarie Steiner und Heinz-Ulrich Walther | Brigitte Weise und Michael Brychy                 | Renate Rößler und Klaus Wasserfuhr        |
| 1967      | Heidemarie Steiner und Heinz-Ulrich Walther | Brigitte Weise und Michael Brychy                 | Renate Rößler und Klaus Wasserfuhr        |
| 1968      | Irene Müller und Hans-Georg Dallmer         | Heidemarie Steiner und Heinz-Ulrich Walther       | Brigitte Weise und Michael Brychy         |
| 1969      | Heidemarie Steiner und Heinz-Ulrich Walther | Manuela Groß und Uwe Kagelmann                    | Beatrice von Brück und Reinhard Mirmseker |
| 1970      | Heidemarie Steiner und Heinz-Ulrich Walther | Manuela Groß und Uwe Kagelmann                    | Annette Kansy und Axel Salzmann           |
| 1971      | Manuela Groß und Uwe Kagelmann              | Annette Kansy und Axel Salzmann                   | Marlies Radunsky und Rolf Oesterreich     |
| 1972      | Manuela Groß und Uwe Kagelmann              | Annette Kansy und Axel Salzmann                   | Marlies Radunsky und Rolf Oesterreich     |
| 1973      | Romy Kermer und Rolf Oesterreich            | Sylvia Konzak und Veit Kempe                      | Antje Heck und Tassilo Thierbach          |
| 1974      | Manuela Groß und Uwe Kagelmann              | Romy Kermer und Rolf Oesterreich                  | Katja Schubert und Knut Schubert          |
| 1975      | Romy Kermer und Rolf Oesterreich            | Manuela Groß und Uwe Kagelmann                    | Kerstin Stolfig und Veit Kempe            |
| 1976      | Romy Kermer und Rolf Oesterreich            | Manuela Groß und Uwe Kagelmann                    | Sabine Baeß und Tassilo Thierbach         |
| 1977      | Manuela Mager und Uwe Bewersdorf            | Kerstin Stolfig und Veit Kempe                    | Sabine Baeß und Tassilo Thierbach         |
| 1978      | Manuela Mager und Uwe Bewersdorf            | Sabine Baeß und Tassilo Thierbach                 | Kerstin Stolfig und Veit Kempe            |
| 1979      | Sabine Baeß und Tassilo Thierbach           | Kerstin Stolfig und Veit Kempe                    | Cornelia Haufe und Kersten Bellmann       |
| 1980      | Sabine Baeß und Tassilo Thierbach           | Manuela Mager und Uwe Bewersdorf                  | Kerstin Stolfig und Veit Kempe            |
| 1981      | Birgit Lorenz und Knut Schubert             | Katharina Barta und Tobias Schröter               | Gesine Bosdorf und Jens Preussner         |
| 1982      | Sabine Baeß und Tassilo Thierbach           | Birgit Lorenz und Knut Schubert                   | Gesine Bosdorf und Jens Preussner         |
| 1983      | Sabine Baeß und Tassilo Thierbach           | Birgit Lorenz und Knut Schubert                   | Babette Preußler und Torsten Ohlow        |
| 1984      | Sabine Baeß und Tassilo Thierbach           | Birgit Lorenz und Knut Schubert                   | Babette Preußler und Tobias Schröter      |
| 1985      | Birgit Lorenz und Knut Schubert             | Manuela Landgraf und Ingo Steuer                  | Peggy Seidel und Ralf Seifert             |
| 1986      | Katrin Kanitz und Tobias Schröter           | Birgit Lorenz und Knut Schubert                   | Peggy Seidel und Ralf Seifert             |
| 1987      | Katrin Kanitz und Tobias Schröter           | Antje Schramm und Jens Müller                     | Peggy Schwarz und Alexander König         |
| 1988      | Peggy Schwarz und Alexander König           | Mandy Wötzel und Axel Rauschenbach                |                                           |
| 1989      | Mandy Wötzel und Axel Rauschenbach          | Angela Caspary und Marno Kreft                    | Ines Müller und Ingo Steuer               |
| 1990      | Mandy Wötzel und Axel Rauschenbach          | Angela Caspary und Marno Kreft                    | Ines Müller und Ingo Steuer               |

### Eistanz

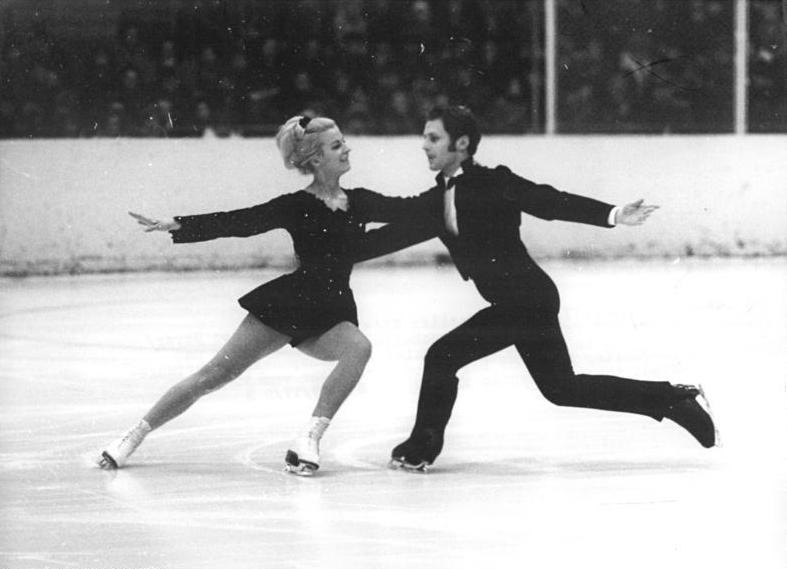
Annerose Baier und Eberhard Rüger

| Jahr      | Gold                               | Silber                             | Bronze                                 |
| 1949–1953 | nicht ausgetragen                  | nicht ausgetragen                  | nicht ausgetragen                      |
| 1954      | Ingelore Gotsch und Heinz Kuhrüber | Therese Geidel und Heinz Lindner   | Vera Lampe-Kuhrüber und Horst Kuhrüber |
| 1955      | Therese Geidel und Heinz Lindner   | Ingelore Gotsch und Heinz Kuhrüber |                                        |
| 1956      | Therese Geidel und Heinz Lindner   |                                    |                                        |
| 1957–1961 | nicht ausgetragen                  | nicht ausgetragen                  | nicht ausgetragen                      |
| 1962      | Annerose Baier und Eberhard Rüger  | Eva Marie Reuter und Bernd Egert   | Karin Voigtländer und Peter Meyer      |
| 1963      | Eva Marie Reuter und Bernd Egert   | Annerose Baier und Eberhard Rüger  | Monika Ziemke und Jochen Bode          |
| 1964      | Annerose Baier und Eberhard Rüger  | Monika Ziemke und Jochen Bode      | Eva Marie Reuter und Bernd Egert       |
| 1965      | Annerose Baier und Eberhard Rüger  | Monika Ziemke und Jochen Bode      | Eva Marie Reuter und Bernd Egert       |
| 1966      | Annerose Baier und Eberhard Rüger  | Norma Allwelt und Michael Schmidt  | Steffi Böhme und Bernd Egert           |
| 1967      | Annerose Baier und Eberhard Rüger  | Norma Allwelt und Michael Schmidt  | Steffi Böhme und Bernd Egert           |
| 1968      | Annerose Baier und Eberhard Rüger  | Steffi Böhme und Bernd Egert       | Norma Allwelt und Michael Schmidt      |
| 1969      | Annerose Baier und Eberhard Rüger  | Norma Allwelt und Michael Schmidt  | Sylke Müller und Peter Müller          |
| 1970      | Annerose Baier und Eberhard Rüger  | Sylke Müller und Peter Müller      |                                        |
| 1971–1989 | nicht ausgetragen                  | nicht ausgetragen                  | nicht ausgetragen                      |
| 1990      | Kati Winkler und René Lohse        |                                    |                                        |

## Die erfolgreichsten Teilnehmer bei DDR-Meisterschaften

### Herren
|    | Name            | Titel | Jahre                |
| -- | --------------- | ----- | -------------------- |
| 1. | Jan Hoffmann    | 9     | 1971–1974, 1976–1980 |
| 2. | Günter Zöller   | 5     | 1965, 1967–1970      |
| .  | Falko Kirsten   | 5     | 1983–1987            |
| 4. | Horst Kuhrüber  | 3     | 1951, 1953, 1955     |
| .  | Bodo Bockenauer | 3     | 1960–1962            |
| .  | Ralph Borghard  | 3     | 1963–1964, 1966      |

### Damen
|    | Name              | Titel | Jahre     |
| -- | ----------------- | ----- | --------- |
| 1. | Gabriele Seyfert  | 10    | 1961–1970 |
| 2. | Katarina Witt     | 8     | 1981–1988 |
| 3. | Anett Pötzsch     | 5     | 1976–1980 |
| 4. | Inge Kabisch      | 4     | 1952–1955 |
| 5. | Sonja Morgenstern | 3     | 1971–1973 |
| 6. | Christine Errath  | 2     | 1974–1975 |

### Paare
|    | Name                                        | Titel | Jahre                |
| -- | ------------------------------------------- | ----- | -------------------- |
| 1. | Vera Lampe und Horst Kuhrüber               | 5     | 1950–1952, 1954–1955 |
| .  | Sabine Baeß und Tassilo Thierbach           | 5     | 1979–1980, 1982–1984 |
| 3. | Heidemarie Steiner und Heinz-Ulrich Walther | 4     | 1966–1967, 1969–1970 |
| 4. | Margit Senf und Peter Göbel                 | 3     | 1960–1961, 1963      |
| .  | Manuela Groß und Uwe Kagelmann              | 3     | 1971–1972, 1974      |
| .  | Romy Kermer und Rolf Oesterreich            | 3     | 1973, 1975–1976      |

### Eistänzer
|    | Name                              | Titel | Jahre           |
| -- | --------------------------------- | ----- | --------------- |
| 1. | Annerose Baier und Eberhard Rüger | 8     | 1962, 1964–1970 |

## Internationale Bilanz von DDR-Eiskunstläufern
Diese Auflistung enthält alle DDR-Eiskunstläufer, die eine Medaille bei Olympischen Winterspielen, Weltmeisterschaften oder Europameisterschaften gewannen.
- Name: Name des Athleten
- OM: Gibt die Anzahl der Gold, Silber und Bronzemedaillen bei Olympischen Winterspielen an
- WM: Gibt die Anzahl der Gold, Silber und Bronzemedaillen bei Weltmeisterschaften an
- EM: Gibt die Anzahl der Gold, Silber und Bronzemedaillen bei Europameisterschaften an

Hinweis: Die Liste ist sortierbar: Durch Anklicken eines Spaltenkopfes wird die Liste nach dieser Spalte sortiert, zweimaliges Anklicken kehrt die Sortierung um. Durch das Anklicken zweier Spalten hintereinander lässt sich jede gewünschte Sortier-Kombination erzielen.

### Einzelläufer
| Name               | OM        | WM        | EM        |
| ------------------ | --------- | --------- | --------- |
| Witt, Katarina     | 2 - 0 - 0 | 4 - 2 - 0 | 6 - 1 - 0 |
| Pötzsch, Anett     | 1 - 0 - 0 | 2 - 2 - 0 | 4 - 1 - 1 |
| Seyfert, Gabriele  | 0 - 1 - 0 | 2 - 3 - 0 | 3 - 2 - 0 |
| Hoffmann, Jan      | 0 - 1 - 0 | 2 - 2 - 3 | 4 - 1 - 2 |
| Errath, Christine  | 0 - 0 - 1 | 1 - 1 - 2 | 3 - 0 - 1 |
| Zöller, Günter     | 0 - 0 - 0 | 0 - 0 - 1 | 0 - 0 - 1 |
| Großmann, Evelyn   | 0 - 0 - 0 | 0 - 0 - 0 | 1 - 0 - 0 |
| Morgenstern, Sonja | 0 - 0 - 0 | 0 - 0 - 0 | 0 - 0 - 1 |

### Paarläufer
| Name                                      | OM        | WM        | EM        |
| ----------------------------------------- | --------- | --------- | --------- |
| Romy Kermer & Rolf Oesterreich            | 0 - 1 - 0 | 0 - 2 - 1 | 0 - 3 - 0 |
| Manuela Groß & Uwe Kagelmann              | 0 - 0 - 2 | 0 - 0 - 2 | 0 - 0 - 2 |
| Manuela Mager & Uwe Bewersdorff           | 0 - 0 - 1 | 0 - 2 - 0 | 0 - 0 - 1 |
| Sabine Baeß & Tassilo Thierbach           | 0 - 0 - 0 | 1 - 2 - 2 | 2 - 1 - 1 |
| Heidemarie Steiner & Heinz-Ulrich Walther | 0 - 0 - 0 | 0 - 0 - 1 | 0 - 0 - 3 |
| Mandy Wötzel & Axel Rauschenbach          | 0 - 0 - 0 | 0 - 0 - 0 | 0 - 1 - 0 |
| Birgit Lorenz & Knut Schubert             | 0 - 0 - 0 | 0 - 0 - 0 | 0 - 0 - 2 |
| Margit Senf & Peter Göbel                 | 0 - 0 - 0 | 0 - 0 - 0 | 0 - 0 - 1 |
| Katrin Kanitz & Tobias Schröter           | 0 - 0 - 0 | 0 - 0 - 0 | 0 - 0 - 1 |
| Peggy Schwarz & Alexander König           | 0 - 0 - 0 | 0 - 0 - 0 | 0 - 0 - 1 |